# Lorenzo Artale
Lorenzo Artale, né le 23 janvier 1931 à Avola (Sicile) et mort le 29 octobre 2002 à Rome (Latium), est un acteur, réalisateur, scénariste italien.

## Biographie
Lorenzo Artale a été élève de l'Académie d'art dramatique dirigée par Pietro Sharoff de 1956 à 1959, où il a d'abord suivi des cours d'art dramatique. Il a joué pour la scène, le cinéma et dans des émissions de radio, mais s'est rapidement concentré sur la mise en scène et l'écriture de scénarios. Il réalise son premier film personnel en 1964, Quei pochi giorni d'estate. Le grotesque Edipeon et ses deux films de 1971 reflètent les conditions sociales de l'époque où ils ont été tournés. Son attitude intransigeante de ne pas se soumettre au goût du public a été saluée, mais a conduit à l'absence d'autres propositions de films. Artale s'est alors tourné vers la réalisation de doublage et a fondé en 1985 sa propre Libera Accademia di Arti Sceniche. Il devint bientôt directeur de l'Accademia Pietro Sharoff (jusqu'en 1994) et travailla jusqu'à sa mort comme acteur et metteur en scène de théâtre,.
Sa ville natale décerne depuis 2003 un prix de théâtre portant le nom de l'artiste.

## Filmographie

### Réalisateur
- 1964 : Quei pochi giorni d'estate
- 1970 : Edipeon
- 1971 : Vivi ragazza vivi
- 1972 : I pugni di Rocco (it)

### Scénariste
- 1968 : Colpo sensazionale al servizio del Sifar (it) de José Luis Merino
- 1970 : Edipeon de lui-même
- 1971 : Vivi ragazza vivi de lui-même
- 1972 : I pugni di Rocco (it) de lui-même
- 1975 : Diabolicamente... Letizia de Salvatore Bugnatelli
- 1977 : Holocauste nazi : Armes secrètes du IIIe Reich (La bestia in calore) de Luigi Batzella
- 1981 : Uomini di parola (it) de Tano Cimarosa

### Acteur
- 1962 : Tharus, fils d'Attila (it) (Tharus figlio di Attila) de Roberto Bianchi Montero
- 1963 : Le Pirate du diable (Il pirata del diavolo) de Roberto Mauri
- 1969 : Ora X: Pattuglia suicida de Gaetano Quartararo
- 1989 : Diritto di vivere de Stefano Arquilla